# Chenopodium blackianum
Chenopodium blackianum är en amarantväxtart som beskrevs av Paul Aellen. Chenopodium blackianum ingår i släktet ogräsmållor, och familjen amarantväxter. Inga underarter finns listade i Catalogue of Life.